# Mary Baker Eddy
Mary Baker Eddy (Bow, 16 luglio 1821 – Chestnut Hill, 3 dicembre 1910) è stata una teologa e predicatrice statunitense, fondatrice e profeta del cristianesimo scientista.

## Biografia
Cresciuta in una famiglia congregazionalista profondamente religiosa, in tenera età si ribellò contro la dottrina calvinista della predestinazione e contro il concetto del peccato originale e dell'inferno, e regolarmente si rivolse alla Bibbia con la sua preghiera di ricevere la speranza e l'ispirazione.
Elaborò la sua dottrina dopo l'improvvisa guarigione da una frattura conseguente a una caduta sul ghiaccio il 10 febbraio del 1866: la guarigione non le derivava dalla scienza medica, bensì dalla fede. Si convinse che la malattia non avesse un'effettiva realtà e che il corpo fosse influenzato dalla mente e dalla preghiera.
Nel 1875 scrisse la prima edizione del libro Scienza e Salute con la Chiave delle Scritture e quattro anni dopo fondò la Prima chiesa del Cristo, Scientista, con sede a Boston. Nel 1908 Mary Baker Eddy fondò il quotidiano statunitense The Christian Science Monitor.

## L'influenza del pensiero di Phineas Quimby
Phineas Quimby, filosofo e guaritore statunitense padre del movimento New Thought, principalmente noto per la sua teoria circa la guarigione mentale, secondo la quale le malattie sarebbero causate da credenze errate mentre uno schema di pensiero corretto permetterebbe la guarigione, ebbe una certa influenza anche su Mary Baker Eddy, che divenne sua paziente nel 1862. Tuttavia, anche se si legge spesso che la Eddy derivò la sua teologia dal sistema di Quimby, la maggior parte degli studiosi concorda nell'affermare che gli insegnamenti della Chiesa scientista non riflettono quelli di Quimby.
Per un certo periodo, quando fu sua paziente, la Eddy si interessò alla pratica dell'Omeopatia e alle idee di Quimby, e ne condivise le teorie circa l'origine mentale delle malattie. Tuttavia, quando ella col tempo sviluppò man mano la propria comprensione dell'approccio di Gesù Cristo alla guarigione, il suo modo di concepire la vita e la guarigione si allontanarono sempre di più da quelli del suo iniziale maestro, sostenendo che la guarigione arriva direttamente da Dio e non attraverso la mediazione della mente.
L'influenza del sistema di Quimby sulla teologia e gli insegnamenti della Chiesa Scientista rimane quindi oggetto di dibattito. La Scienza Cristiana non si considera parte del movimento New Thought.
Una biografia di Mary Baker Eddy è contenuta nella raccolta L'anima che guarisce dello scrittore austriaco Stefan Zweig.

## Citazioni
- Il male non è che un'illusione e non ha base reale. Se il peccato, la malattia e la morte fossero compresi come nullità, sparirebbero.
- Le tre grandi verità dello Spirito, l'onnipotenza, l'onnipresenza, l'onniscienza - lo Spirito che possiede tutto il potere, che riempie tutto lo spazio, che costituisce tutta la Scienza - contraddicono per sempre la credenza che la materia possa essere reale. Queste verità eterne rivelano l'esistenza primordiale come la realtà radiosa della creazione di Dio, in cui si pronuncia tutto ciò che ha fatto con la sua saggezza buona. Fu così che vidi, come mai prima, l'irrealtà terribile chiamata il male. L'equipollenza di Dio ha portato alla luce un'altra proposizione gloriosa - perfettibilità dell'uomo e l'instaurazione del regno dei cieli sulla terra. (Scienza e Salute con la Chiave delle Scritture, p. 109:37-5).